# Åsa-Nisse och tjocka släkten
Åsa-Nisse och tjocka släkten är en svensk komedifilm från 1963 i regi av Börje Larsson.
Filmen hade premiär 30 augusti 1963.

## Handling[2]
Åsa-Nisses bror Julius "Julle" kommer på besök från USA. Nisse har skrutit för den framgångsrike brodern att han själv är minst lika duktig när det gäller affärer, men så är ju inte fallet.
Åsa-Nisse och Klabbarparn får även en bäbis på halsen.

## Rollista[3]
- John Elfström - Åsa-Nisse, Nils Nilsson på Åsen/Julius "Yul" Nelson, hans bror från Amerika
- Artur Rolén - Klabbarparn
- Brita Öberg - Eulalia, Åsa-Nisses fru
- Mona Geijer-Falkner - Kristin, Klabbarparns fru
- Lena Dahlman - Lena Holm, sångerska
- Lennart Lindberg - Sten Wahlman, direktör, far till Lenas lille son
- Gustaf Lövås - handelsman Sjökvist
- Dagmar Olsson - Emma, hembiträde
- Inga Brink - fröken Björkemo
- Gunnar "Knas" Lindkvist - Karl Oscarsson, disponent vid Smålands Träindustri AB
- Karin Miller - fru Oscarsson
- Iwar Wiklander - journalisten på tåget
- Stefan Andersson - Johan, Lenas lille son
- Jerry Williams - expediten på musikhandeln, sångsolist
- Hasse Rosén - medlem i gruppen The Violents
- Johnny Landenfelt - medlem i gruppen The Violents
- Olof "Plutten" Darlington - medlem i gruppen The Violents
- Tonny Lindberg - medlem i gruppen The Violents
- Inga-Lill Åhström - fru Gustafsson, fostermamman
- Carl-Axel Elfving - taxichauffören
- Stig Johanson - föreståndaren för Folkets Park i Björkvik
- Curt Löwgren - fisketävlingsledaren
- Yvonne Lundeqvist - fröken Björkemos väninna i husvagnen
- Agda Helin - föreståndarinnan för pensionärshemmet

## Musik i filmen[4]
- Kullerullvisan (Dalecarlian Girl), kompositör Lille Bror Söderlundh, text Karl-Erik Forsslund, instrumental
- Vit silversand, kompositör Johnny Waard, text Al Sandström och Frogman, sång Jerry Williams
- Feelin' Blue, kompositör och text Al Sandström, sång Jerry Williams
- Byssan lull, musikbearbetning och text Evert Taube, sång Artur Rolén
- Du går aldrig ensam, kompositör och text Al Sandström, sång Lena Dahlman
- Alpens ros (titel Högt på alpens isbelagda spira/Uppå alpens isbelagda spira), text Wilhelmina Hoffman, instrumental
- Just the Same, kompositör och text Al Sandström, sång Jerry Williams
- Liebestwist
- Åsa-Nisses Rag, kompositör Frogman, text Åkeson, instrumental